# Campo Refinería
Campo Refinería o El Campito es uno de los sectores que conforman la ciudad de Cabimas en el estado Zulia, Venezuela, pertenece a la parroquia Carmen Herrera. El Campo Refinería fue fundado en los años 1930 por la Mene Grande Oil Company para residencia de sus trabajadores.

## Ubicación
Se encuentra entre los sectores Tierra Negra al norte (Av. Miraflores), Buena Vista al este y al sur y el Centro Viejo (Cabimas) al oeste (Av Carnevalli).

## Zona Residencial
El Campo Refinería fue construido como parte de las instalaciones de la Mene Grande Oil Company en Cabimas, estas instalaciones incluían el Campo Staff, unos talleres (actualmente la fábrica de columpios en la Av Carnevalli) y un patio de tanques (que se convertiría en el sector Buena Vista. Con la salida de la Mene Grande oil en 1976, el patio de Tanques y los talleres fueron desincorporados pero el campo refinería persistió. Consta de una sola manzana de una sola calle que la rodea a la que se accede desde la Av Miraflores por una entrada al lado de Repuestos el Chicle, o por la calle que pasa por frente al Colegio Monseñor Briñez. Es el sector más pequeño de Cabimas midiendo solo 130 m x 55 m o 7150 m² por lo que también es conocido como "El Campito". Además de las casas, contiene una estatua a San Benito de Palermo ubicada en la Av Carnevalli en las escaleras que sirven de entrada. Es reconocible por una cerca de concreto baja y decorativa que rodea su perímetro.

## Vialidad y Transporte
Posee una única calle que rodea su única manzana. Se puede llegar con carros de la línea Bello Monte (copo Morado) bajándose en la Av Carnevalli o en la Av Miraflores y bajando por unas escaleras (las mencionadas avenidas no tienen conexión con la urbanización).

## Sitios de Referencia
- Consecionario Jeep/Chrisler/ Dodge. Av Carnevalli al frente del Campo Refinería.
- Repuestos El Chicle. Av Miraflores al lado del Campo Refinería.
- Monumento a San Benito. Av Carnevalli dentro del campo Refinería.